# Obituarium

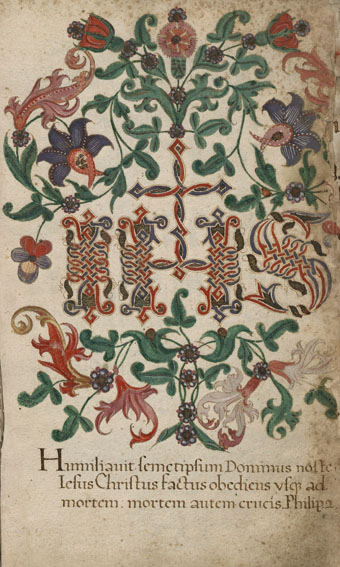
Obituarium från dominikanerklostret Sankt Peter i Bludenz (1592)

Obituarium, även själamässbok, är en förteckning över årets avlidna. Inom romersk-katolska kyrkan används boken för att läsa själamässor. Från senmedeltiden och framåt kom den att utgöra den viktigaste förutsättningen för det liturgiska memorialväsendet, som kan sägas vara en del av en religiös dödskult.